# Mont enneigé Xiling
Le mont enneigé Xiling (chinois simplifié : 西岭雪山 ; chinois traditionnel : 西嶺雪山 ; en pinyin : xī lǐng xuěshān ; littéralement : « mont enneigé des cimes de l'ouest ») fait partie de la cordillère du Qionglai, dans la province chinoise du Sichuan.

## Parc national du mont enneigé Xiling
Le parc paysager du mont enneigé Xiling (西岭雪山风景名胜区) a été décrété parc national le 13 janvier 2004. C'est l'un des sanctuaires des pandas géants du Sichuan.